# Aérodrome de Manakara
L'aérodrome de Manakara est un aérodrome situé à Manakara, ville située sur la côte sud-est de Madagascar, chef-lieu de la région Fitovinany dans la province de Fianarantsoa.
Avec l'aérodrome de Gisborne en Nouvelle-Zélande et l'aéroport international de Peshawar au Pakistan, la piste de l'aérodrome a la particularité d'être traversée par un chemin de fer, la ligne Fianarantsoa-Côte Est.
En janvier 2020, l'aéroport de Manakara fait partie des huit aérodromes secondaires de l'île dont la gestion est privatisée. L'aérodrome de Manakara est ainsi confié au groupe Filatex.

## Situation
L'aérodrome se trouve à 3,1 kilomètres au nord du centre-ville de Manakara.